# Return of the Rentals
Return of the Rentals è il primo album in studio del gruppo musicale statunitense The Rentals, pubblicato nel 1995.

## Tracce
Testi e musiche di Matt Sharp eccetto dove indicato.
1. The Love I'm Searching For – 3:36
2. Waiting – 3:13
3. Friends of P. – 3:32
4. Move On – 4:21
5. Please Let That Be You – 3:34
6. My Summer Girl (Cherielynn Westrich, Matt Sharp) – 3:13
7. Brilliant Boy – 4:16
8. Naive – 2:20
9. These Days – 3:00
10. Sweetness and Tenderness – 4:22

## Formazione
- Matt Sharp – voce, basso, sintetizzatore Moog addizionale, chitarra addizionale
- Cherielynn Westrich – voce
- Patrick Wilson – batteria
- Petra Haden  – viola, voce
- Rod Cervera – chitarra
- Tom Grimley – sintetizzatore Moog
- Jim Richards – sintetizzatore Moog (in Please Let That Be You)
- Rachel Haden – voce (in Move On)